# Luragunglandeuh
Luragunglandeuh is een bestuurslaag in het regentschap Kuningan van de provincie West-Java, Indonesië. Luragunglandeuh telt 5009 inwoners (volkstelling 2010).